# Elle Driver
Elle Driver es un personaje ficticio y uno de los principales antagonistas creado por Quentin Tarantino para las películas de Kill Bill. Está interpretada por Daryl Hannah.

## Biografía ficticia

### Pasado
Elle, al igual que Bill y Beatrix, fue estudiante de Pai Mei. Algún tiempo después de que Beatrix terminara su entrenamiento, Bill envió a Elle con Pai Mei, para formarse y poder ser una asesina profesional en el Escuadrón Asesino Víbora Letal. Elle fue una pupila imprudente y malhablada con el maestro Mei.
Durante su entrenamiento, Elle llamó a Pai Mei "miserable viejo bobo"; insultado, Pai Mei le arrancó a Elle su ojo derecho. En venganza por lo ocurrido con su ojo, Elle envenenó el plato favorito de su maestro, matándolo.

### Volumen 1
Después de la masacre, Bill asignó a Elle para matar a Beatrix, quien resultó estar en coma desde la masacre. Llegó hasta el hospital donde estaba Beatrix y, vestida como una enfermera, entró en el cuarto de Beatrix. Sobre el cuerpo de Beatrix, Elle confesó que ella siempre la respetó.
Poco antes de inyectarle veneno en el sistema de soporte vital, Bill contactó con Elle y le ordenó que abortara la misión, diciendo que Beatrix merecía una mejor muerte. Elle obedeció a regañadientes.

### Volumen 2
En este volumen, se muestra a Elle, junto a sus compañeros en la capilla de Two Pines, donde Beatrix (La Novia) embarazada estaba ensayando su enlace con Tommy. Arrasan la capilla y matan a todos menos a La Novia, que permanece en coma los siguientes cuatro años.
Cuatro años más tarde, Elle recibiría una llamada de Budd, informándole de que había conseguido una katana de Hattori Hanzō después de haber disparado a Beatrix en el pecho con una escopeta. Por teléfono, él le dijo que se presentara en Texas con un millón de dólares en efectivo al amanecer. Elle accedió. 
Al día siguiente se presentó en la caravana de Budd con esa cantidad de dinero. Cuando Elle se sentó, pidió ver la katana, y Budd se la enseñó.
En una pequeña charla que tuvieron, Budd le pregunta que sentía al saber que su enemiga había muerto, a lo cual Elle no contestó. Luego, el hombre abrió la maleta y empezó a sacar el dinero, sólo para descubrir que se hallaba escondida una mamba negra. La serpiente lo mordió en la cara tres veces, tras lo cual cayó al suelo, gritando mientras su cuerpo empezaba a fallar. 
Elle se disculpó por ser tan maleducada, mientras sacaba un cigarrillo y un bloc de notas negro y empezaba a burlarse de Budd leyendo en alto datos acerca de la Mamba Negra y los efectos de su veneno. En este punto, Elle confesó que sentía vergüenza de que "el mejor guerrero que haya conocido jamás" (la Novia) hubiera fallecido a manos de un "paleto, traidor y un pedazo de mierda como tú (Budd)". 
Momentos después, Budd muere, y Elle vuelve a llenar de dinero su maleta. Entonces ella llama a Bill, contándole que ha encontrado a su hermano muerto a causa de una Mamba Negra que Beatrix metió en su caravana. Ella también le habla de la supuesta muerte de la Novia.
Cuando se disponía a salir de la caravana de Budd, Elle fue devuelta al interior de una patada por Beatrix. Elle empuñó la katana de Hanzō de la Novia, aunque no pudo desenvainarla.
Durante esta fase de lucha sin armas, Beatrix causó daños 
considerables a Elle. Sin embargo, Elle también causó mucho daño a Beatrix durante la batalla. Elle aparentemente tenía ventaja en el salón, pero cuando se movieron al baño Beatrix lideraba la lucha. Una vez que Elle lanzó a Beatrix a la otra punta de la caravana pudo desenvainar su katana. Sin embargo, Beatrix encontró la katana de Hattori Hanzo que Budd, supuestamente había vendido.
Elle admitió haber envenenado y matado a Pai Mei en venganza por su ojo arrancado. Las dos permanecieron mirándose fijamente y finalmente se enfrentaron en un choque de espadas.
Elle confiaba en vencer a la Novia, pero Beatrix le arrancó el ojo que le quedaba y la deja completamente ciega. Elle empieza a saltar y gritar, pero Beatrix se va y deja a Elle en la caravana, viva, pero en compañía de la mamba negra, con lo cual queda abierto su final.